# Distrikt Túpac Amaru
Der Distrikt Túpac Amaru liegt in der Provinz Canas in der Region Cusco in Südzentral-Peru. Der Distrikt wurde am 1. September 1941 gegründet. Er trägt den Namen von José Gabriel Condorcanqui (bekannt als Túpac Amaru II), der Ende des 18. Jahrhunderts einen Aufstand gegen die Spanier führte. Er hat eine Fläche von 117,8 km². Beim Zensus 2017 wurden 2523 Einwohner gezählt. Im Jahr 1993 lag die Einwohnerzahl bei 3399, im Jahr 2007 bei 2965. Sitz der Distriktverwaltung ist die auf einer Höhe von 3791 m gelegene Ortschaft Tungasuca mit 452 Einwohnern (Stand 2017). Tungasuca liegt 8 km nordnordwestlich der Provinzhauptstadt Yanaoca sowie 90 km südsüdöstlich der Regionshauptstadt Cusco. 

## Geographische Lage
Der Distrikt Túpac Amaru liegt im Andenhochland im Nordwesten der Provinz Canas. Der Oberlauf des Río Apurímac verläuft entlang der südwestlichen Distriktgrenze. Im Nordosten liegt der See Laguna Pampamarca.
Der Distrikt Túpac Amaru grenzt im Nordwesten an den Distrikt Pomacanchi (Provinz Acomayo), im Nordosten an den Distrikt Mosoc Llacta (ebenfalls in der Provinz Acomayo), im Osten an den Distrikt Pampamarca, im Süden an den Distrikt Yanaoca sowie im Westen an den Distrikt Livitaca (Provinz Chumbivilcas).